# Conistra grisea
Conistra grisea là một loài bướm đêm trong họ Noctuidae.